# Alişer Sadulaýew
Alişer Sadulaýew (* 25. Januar 1997) ist ein turkmenischer Leichtathlet, der sich auf den Sprint spezialisiert hat.

## Sportliche Laufbahn
Erste Erfahrungen bei internationalen Meisterschaften sammelte Alişer Sadulaýew im Jahr 2017, als er bei den Islamic Solidarity Games in Baku mit 10,83 s und 21,97 s jeweils im Halbfinale über 100 und 200 Meter ausschied. Anschließend schied er bei den Asian Indoor & Martial Arts Games in Aşgabat mit 7,03 s im Halbfinale im 60-Meter-Lauf aus. 2019 schied sie bei den Asienmeisterschaften in Doha mit 10,81 s und 21,88 s jeweils im Halbfinale über 100 und 200 Meter aus und 2022 kam er bei den Islamic Solidarity Games in Konya mit 10,74 s und 21,72 s im Vorlauf aus. Im Jahr darauf kam er bei den Hallenasienmeisterschaften in Astana mit 6,93 s im Vorlauf über 60 Meter aus und im Juli schied er bei den Asienmeisterschaften mit 10,81 s und 22,41 s jeweils in der Vorrunde über 100 und 200 Meter aus. Daraufhin startete er dank einer Wildcard im 100-Meter-Lauf bei den Weltmeisterschaften in Budapest mit 10,90 s in der Vorausscheidungsrunde aus. 2024 kam er bei den Hallenasienmeisterschaften in Teheran mit 6,94 s nicht über den Vorlauf über 60 Meter hinaus und im Jahr darauf schied sie bei den Asienmeisterschaften in Gumi mit 10,89 s in der ersten Runde über 100 Meter aus.
In den Jahren von 2019 bis 2022 wurde Sadulaýew turkmenischer Meister im 100-Meter-Lauf sowie 2019, 2021 und 2022 auch über 200 Meter.

## Persönliche Bestzeiten
- 100 Meter: 10,74 s (+1,2 m/s), 11. Oktober 2019 in Taschkent
  - 60 Meter (Halle): 6,85 s, 17. Januar 2019 in Aşgabat (turkmenischer Rekord)
- 200 Meter: 21,77 s (+0,3 m/s), 6. Juli 2019 in Almaty